# Zone de développement de l'éolien terrestre
En France, les zones de développement de l'éolien terrestre (ZDET) cadres étaient introduites par l'article 90 de la loi Grenelle II. L'objectif de la législation sur les zones de développement éolien (ZDE) était de permettre aux élus territoriaux de favoriser l'implantation d'éoliennes productrices d'électricité en certains lieux, permettant particulièrement d'appliquer la possibilité d'obligation d'achat par EDF de l'énergie électrique produite.
Le cadre administratif gérant ces zones a été supprimé par la loi n° 2013-312 du 15 avril 2013, ce qui signifie que les zones de développement éolien sont supprimées du Code de l'énergie. Les schémas régionaux éoliens prennent le relais comme support des zones éoliennes.

## Présentation
Elles étaient définies par le préfet et par décret, selon les modalités fixées à l'article 10-1 de la loi n° 2000-108 du 10 février 2000 relative à la modernisation et au développement du service public de l'électricité (modifiée par la loi Grenelle II).
La loi prévoyait diverses conditions (de puissance, zonage, de nombre d'éoliennes par projet, de hauteur de mat, d'éloignement des habitations, etc), ainsi que le cas des éoliennes pour lesquelles le permis de construire avait été demandé avant la loi Grenelle II. 
Un décret modifiera la nomenclature des installations classées (ICPE) pour y intégrer les fermes éoliennes et d'autres grandes installations de production d'énergie à partir de sources renouvelables). 
Les éoliennes qui y avaient été installées, bénéficiaient - à certaines conditions - d'un contrat pour l'achat de l'électricité à un prix plus élevé que le prix du marché de gré à gré, et du droit d'être connectées dans un délai minimal fixé par la loi au réseau public de distribution de l'électricité.
Les éoliennes implantées dans une ZDET devaient constituer des unités de production composées d'un nombre de machines électrogènes au moins égal à cinq  (sauf si le permis de construire avait été demandé avant publication de la loi Grenelle II, et sauf si la machine électrogène avait une puissance de moins de 250 kilowatts et un mât de moins de 30 mètres).
Les éoliennes aux mâts de plus de 50 mètres étaient soumises à autorisation particulière au titre de l’article L. 511-2, au plus tard un an à compter de la date de publication de la loi Grenelle II. Elles devaient être distante d'au moins 500 mètres des immeubles habités et zones destinées à l’habitation définies dans les documents d'urbanisme en vigueur à la date de publication de la loi Grenelle II.

## Mode d'élaboration du zonage
Ces zones de développement de l'éolien terrestre doivent être déterminées sur plusieurs bases : 
- Zonages déjà précisés par le schéma régional éolien (« Les zones de développement de l’éolien créées ou modifiées postérieurement à la publication du schéma régional éolien devaient être situées au sein des parties du territoire régional favorables au développement de l’énergie éolienne définies par ledit schéma. Le schéma régional éolien prend en compte les zones de développement de l’éolien créées antérieurement à son élaboration. À défaut de publication du schéma au 30 juin 2012, le préfet de région élabore le projet de schéma et l’arrête avant le 30 septembre 2012, selon des modalités déterminées par décret en Conseil d’État » »)[1].
- Potentiel éolien des sites concernés[1].
- Possibilités de raccordement aux réseaux électriques, sachant qu'un Schéma régional de raccordement au réseau des énergies renouvelables, introduit par la Loi Grenelle II[5] qui fait suite au Grenelle de l'Environnement de 2007, qui doit respecter le Schéma régional du climat, de l'air et de l'énergie (SRCAE) ; un amendement proposait qu'il soit établi simultanément à ce schéma, mais cet amendement n'a pas été retenu . « Les capacités d’accueil de la production prévues dans ce schéma régional de raccordement au réseau des énergies renouvelables sont « réservées pendant une période de dix ans au bénéfice des installations de production d’électricité à partir de sources d’énergie renouvelable ». » [5];
- Impacts : « possibilité pour les projets à venir de préserver la sécurité publique, les paysages, la biodiversité, les monuments historiques et les sites remarquables et protégés ainsi que le patrimoine archéologique » [1].

## Évaluation
Le Gouvernement rend au Parlement, avant la mi-2013 un rapport d’évaluation de la progression de la puissance des installations de production d’électricité éolienne, pour « vérifier la bonne atteinte des objectifs de la programmation pluriannuelle des investissements de production d’électricité par l’installation d’au moins 500 machines électrogènes par an ». .

## Fin de vie des éoliennes
L’exploitant d’une installation ou, en cas de défaillance, la société mère est responsable de son démantèlement et de la remise en état du site, dès qu’il est mis fin à l’exploitation, quel que soit le motif de la cessation de l’activité. Pour cela, dès le début de la production il produit des garanties financières nécessaires (poursuites pénales prévues sinon). « Un décret en Conseil d’État détermine (avant le 31 décembre 2010) les conditions de démantèlement et de remise en état des sites ; les conditions de constitution et de mobilisation des garanties financières, et comment le préfet de département pourra constater de la carence d’un exploitant ou d’une société propriétaire pour ces opérations et les formes d'appel aux garanties financières. . 

## Hors des zones de développement de l’éolien
Hors de ces zones, les projets éoliens dont les caractéristiques les soumettent à des autorisations d’urbanisme, les communes et établissements de coopération intercommunale limitrophes du périmètre de ces projets font l'objet d'une consultation pour avis dans le cadre de la procédure d’instruction de la demande d'urbanisme concernée (art 90 de la Loi Grenelle II).